# Akın Özyürek
Akın Özyürek (* 5. Januar 1999) ist ein türkischer Sprinter, der sich auf den 400-Meter-Lauf spezialisiert hat.

## Sportliche Laufbahn
Erste internationale Erfahrungen sammelte Akın Özyürek im Jahr 2017, als er bei den Balkan-Hallenmeisterschaften in Belgrad mit der türkischen 4-mal-400-Meter-Staffel in 3:16,26 min die Goldmedaille gewann. Anschließend belegte er bei den Halleneuropameisterschaften ebendort in 3:15,97 min den sechsten Platz. Ende Juli klassierte er sich bei den U20-Europameisterschaften in Grosseto nach :09,45 min auf dem vierten Platz. Im Jahr darauf schied er bei den U20-Weltmeisterschaften in Tampere mit 3:09,87 min im Vorlauf aus und verpasste anschließend auch bei den Europameisterschaften in Berlin mit 3:07,83 min den Finaleinzug. 2019 belegte er bei den Balkan-Hallenmeisterschaften in Istanbul in 48,16 s den zweiten Platz im Bl-Lauf über 400 Meter und anschließend schied er bei den U23-Europameisterschaften im schwedischen Gävle mit 47,48 s im Halbfinale aus und schied auch mit der Staffel mit 3:09,66 min im Vorlauf aus. Daraufhin siegte er bei den Balkan-Meisterschaften in Prawez mit der Staffel in 3:05,85 min. 2020 gewann er bei den Balkan-Hallenmeisterschaften in Istanbul in 3:12,25 min die Silbermedaille mit der Staffel und im Jahr darauf siegte er dann bei den Balkan-Hallenmeisterschaften ebendort in 3:13,70 min. Im Juli startete er mit der Staffel bei den U23-Europameisterschaften in Tallinn und belegte dort in 3:06,57 min den vierten Platz.
2018 wurde Özyürek türkischer Meister im 400-Meter-Lauf im Freien sowie 2019 in der Halle.

## Persönliche Bestleistungen
- 400 Meter: 46,81 s, 24. Juli 2019 in Erzurum
  - 400 Meter (Halle): 48,00 s, 9. Januar 2021 in Istanbul